# Eliteserien i bandy 2014/2015
Eliteserien i bandy 2014/2015 arrangerades i Norge under vintern 2014/2015. IF Ready blev norska mästare för första gången sedan 1928. Inget lag åkte ur serien på grund av utökning av serien från åtta till tio lag inför kommande säsong.

## Tabell
|   |  |               | S  | V  | O | F  | +   | −   | MS   | P  |  |
| - |  | ------------- | -- | -- | - | -- | --- | --- | ---- | -- |  |
| 1 |  | Stabæk        | 21 | 17 | 2 | 2  | 164 | 52  | 112  | 36 |  |
| 2 |  | Solberg       | 21 | 18 | 0 | 3  | 141 | 61  | 80   | 36 |  |
| 3 |  | IF Ready      | 21 | 11 | 3 | 7  | 94  | 63  | 31   | 25 |  |
| 4 |  | Ullevål       | 21 | 11 | 3 | 7  | 89  | 67  | 22   | 25 |  |
| 5 |  | Høvik         | 21 | 7  | 1 | 13 | 71  | 107 | -36  | 15 |  |
| 6 |  | Sarpsborg     | 21 | 7  | 1 | 13 | 63  | 117 | -54  | 15 |  |
| 7 |  | Mjøndalen     | 21 | 6  | 1 | 14 | 68  | 97  | -29  | 13 |  |
| 8 |  | Drammen Bandy | 21 | 1  | 1 | 19 | 32  | 158 | -126 | 3  |  |

## NM-slutspel

### Kvartsfinaler
- Solberg – Mjøndalen 10–2 (Vassenga, 14 februari 2015)
- Mjøndalen – Solberg 6–2 (Vassenga, 16 februari 2015)
- Solberg – Mjøndalen 10–1 (Vassenga, 18 februari 2015)

- Stabæk – Drammen Bandy 11–3 (Stabekkbanen, 14 februari 2015)
- Drammen Bandy – Stabæk 4–6 (Marienlyst, 16 februari 2015)

- IF Ready – Høvik 7–0 (Gressbanen, 14 februari 2015)
- Høvik – IF Ready 1–5 (Høvikbanen, 16 februari 2015)

- Ullevål – Sarpsborg 3–4 (Bergbanen, 14 februari 2015)
- Sarpsborg – Ullevål 7–3 (Sarpsborg kunstis, 16 februari 2015)

### Semifinaler
- Stabæk – Sarpsborg 11–1 (Stabekkbanen, 21 februari 2015)
- Sarpsborg – Stabæk 4–5 (Sarpsborg kunstis, 23 februari 2015)
- Stabæk – Sarpsborg 11–3 (Stabekkbanen, 25 februari 2015)

- Solberg – IF Ready 4–5 (Vassenga, 21 februari 2015)
- IF Ready – Solberg 5–4 (efter spelförlängning) (Gressbanen, 23 februari 2015)
- Solberg – IF Ready 3–6 (Vassenga, 25 februari 2015)

### Final
Lördag 7 mars 2015, Frogner stadion, Oslo, 1300 åskådare
- IF Ready – Stabæk 6–4

Målskttar:
- 1–0 Daniel Zeilon (9 min.)
- 2-0 Daniel Zeilon (22 min.)
- 2–1 Fredrik Randsborg (24 min.)
- 3–1 Gustav Andersson (25 min.)
- 4–1 Bård Berdal (29 min.)
- 4–2 Björn Buskquist (30 min.)
- 5–2 Gustav Andersson (32 min.)
- 6–2 Daniel Zeilon (47 min.)
- 6–3 Björn Buskquist (55 min.)
- 6–4 Christian Randsborg (83 min.)

Huvuddomare: Jørn-Ivar Pettersen, Solberg. Linjedomare: Christian Førde, Haslum och Knut Grothaug, Solberg. Fjärdedomare: Carl Anders Jansson, Hauger.
Norska mästarna
1. Marcus Thommessen (mv)

6. Isac Jerner

7. Jacob Rønneberg

8. Bård Berdal

9. Mikael Bood

10. Jørgen Ibsen Brynildsrud

12. Harald Schjoldager

14. Aksel Rødseth

15. Aksel Trygstad

19. Morten Aas

21. Martin Bjerkely

22. Christoffer Andersen-Gott (mv)

24. Jon Ljungberg

50. Christian Waaler

57. Christofer Silius (mv)

69. Gustav Andersson

78. Peter M. Haug

83. Rickard Fritjofsson

89. Daniel Zeilon

91. Felix Ljungberg

### Fotnoter
1. ↑  Arne Hole (7 mars 2015). ”Ready sikret første NM-gull på 88 år” (på norska). Aftenposten. http://www.aftenposten.no/100Sport/andreidretter/Ready-sikret-forste-NM-gull-pa-88-ar-499047_1.snd. Läst 6 juni 2015.
2. ↑  ”Kampreglement” (på norska). Norges Bandyforbund. 12 mars 2014. Arkiverad från originalet den 15 augusti 2012. https://web.archive.org/web/20120815032503/http://www.bandyforbundet.no/bandy/diverse/kampregler.pdf. Läst 6 juni 2015.